# Bahnhofkirche Zürich

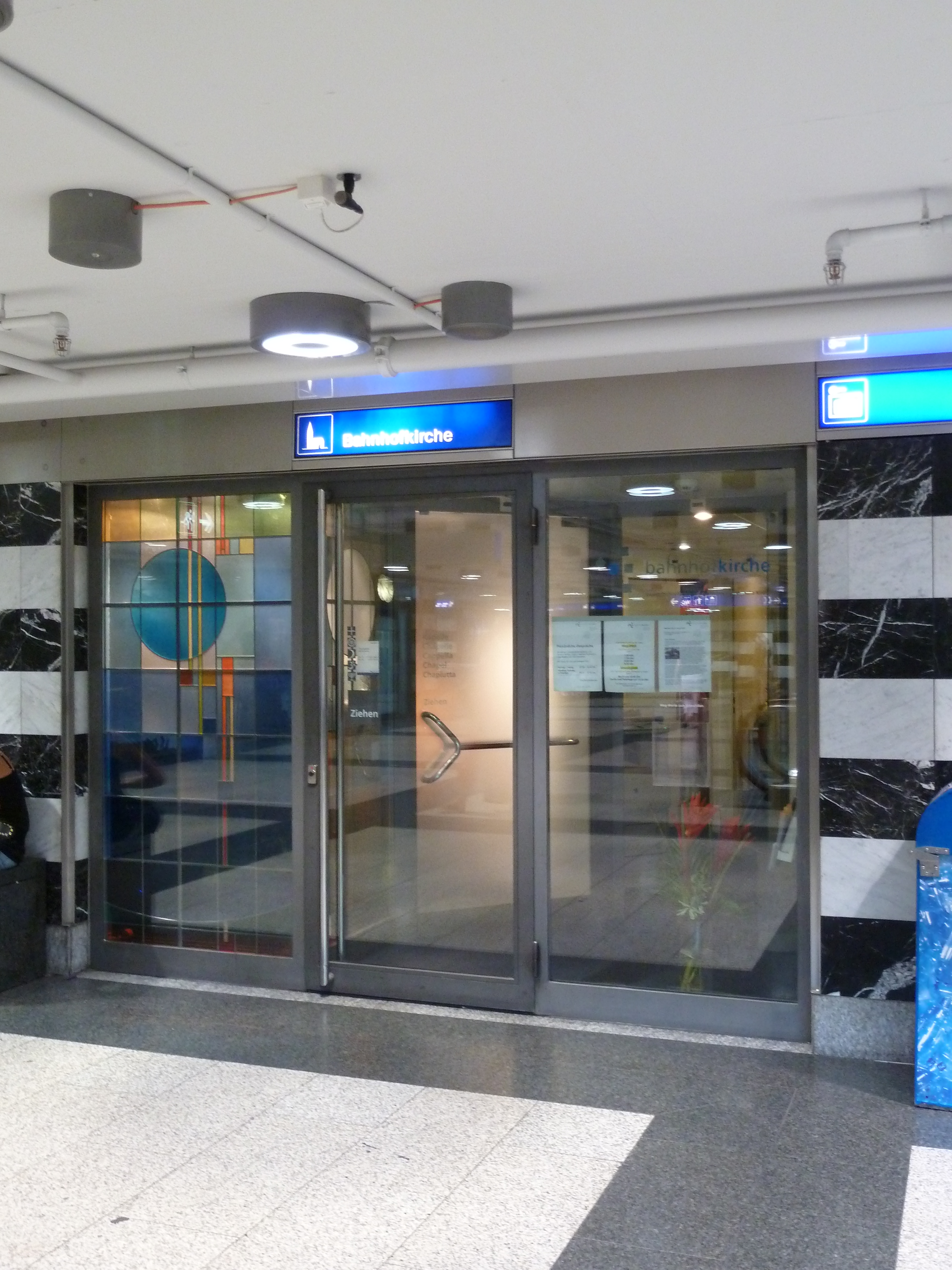
Eingangsbereich der Bahnhofkirche

Die Bahnhofkirche im Zürcher Hauptbahnhof ist eine ökumenische Einrichtung mit interreligiöser Gastfreundschaft. Sie wurde im Juni 2001 als erste Bahnhofkirche der Schweiz eingeweiht.
Die Bahnhofkirche ist eine Kapelle in der B-Ebene des Zürcher Hauptbahnhofs. Sie ist mit etwa 20 Sitzplätzen ausgestattet. Zum Bereich der Kirche gehören weitere Räume, zum Beispiel für Gespräche.
Ziel der Bahnhofkirche ist es, in der Anonymität des Bahnhofs Menschen Raum und Zeit für Gebet und Gespräche anzubieten.

## Religiöses Angebot

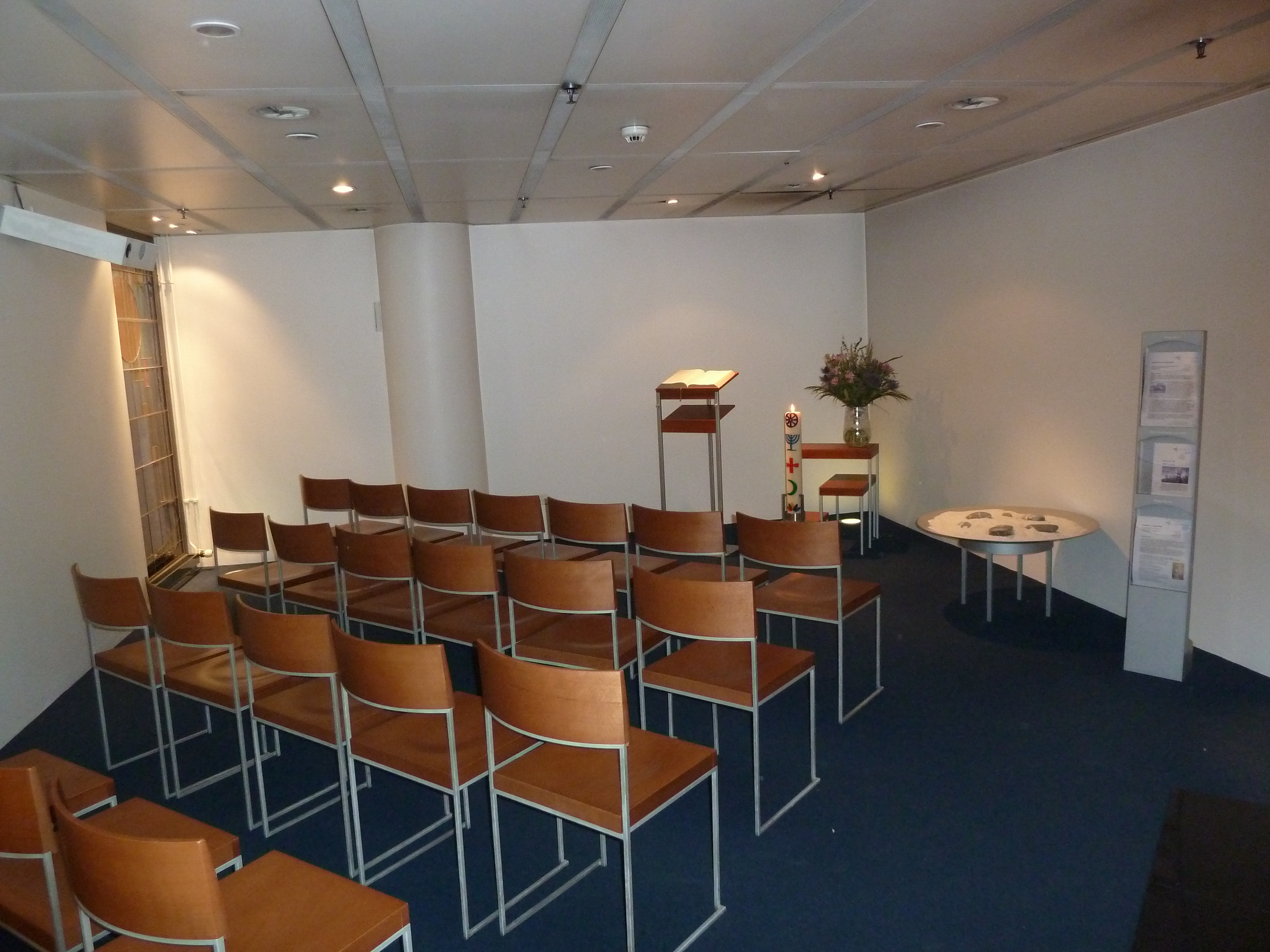
Raum mit Sitzplätzen

Die Bahnhofkirche versteht sich als interreligiös gastfreundlich und stellt daher neben der Bibel in verschiedenen Sprachen auch die heiligen Schriften anderer Religionen und für Muslime einen Gebetsteppich bereit. Die Bahnhofkirche wird täglich von 300 bis 500 Personen besucht. 40 Prozent davon sind Männer. An Werktagen finden täglich fünf christliche Andachten statt, an Samstagen und Feiertagen eine.
In den Räumen der Bahnhofkirche besteht während der Öffnungszeiten die Möglichkeit, zu seelsorgerischen Gesprächen. Sie können ohne Anmeldung, anonym und unentgeltlich wahrgenommen werden. Täglich melden sich fünf bis zehn Personen.

## Organisation
Die Bahnhofkirche ist eine gemeinsame Einrichtung der Evangelisch-reformierten Landeskirche des Kantons Zürich und der Römisch-katholischen Kirche des Kantons Zürich, des  Verbandes der stadtzürcherischen evangelisch-reformierten Kirchgemeinden und des Verbandes der römisch-katholischen Kirchgemeinden der Stadt Zürich. Sie hat ein jährliches Budget von etwa 500'000 Schweizer Franken.